# 蒼のままで……
『蒼のままで……』（あおのままで）は、2004年10月28日にアイディアファクトリーから発売されたPlayStation 2用ソフト。

## 概要
アイエフメイトの第3作。閉鎖空間と化した学校から少女たちを救い出そうとする少年の姿を描く。事件の原因は災害や犯罪ではなく超常現象によるものであり、心の交流が解決の鍵となっている。

## ゲームシステム
ヒロインにまつわる記憶をキーワードの形で表現したMCS（メモリーコレクトシステム）を搭載。集めたキーワード数によって結末が分岐する。
作中の1日は午前・午後・夕方・夜の4つに分かれ、各時間帯につき1人のヒロインに会いに行くことができる。校舎マップ内の赤く点滅する部分がヒロインの居場所だが、名前までは表示されない。また、別のヒロインから入手するキーワードもあるので、1人にだけ会い続けてもクリアはできない。

## ストーリー
10年前まで住んでいた街に戻ってきた大槻和真は、転入先の学校で5人の少女たちと出逢うが、あまり歓迎してはもらえずにいた。あるとき大地震が発生して、6人は不思議な空間と化した学校から出られなくなってしまう。神出鬼没の謎の少女柚の助言を受けた和真は、このまま1週間が経過すれば全員死んでしまうことを知るが、説明しても5人には信じてもらえない。それどころか、彼女たちには現実世界に戻りたくない理由があるようだった。

## 登場人物
大槻 和真（おおつき かずま）
主人公の少年。高校2年生。17歳。6月10日生まれ。血液型A型。両親がおらず親戚の家を転々としてきたため、他人と親しくすることを拒んでいる。普通の人間には見えないモノを見通す不思議な力がある。
君嶋 なつき（きみしま なつき）
声 : 小松里賀
17歳。8月10日生まれ。身長158cm。血液型O型。2年A組ソフトボール部員。
和真の同級生。趣味は身体を動かす事とお菓子作り。明るく人懐こいムードメーカーで男女問わず人気があり、よく人から頼りにされている。しかし彼女自身の悩みは誰にも打ち明けられずにいる。
藤之宮 舞奈（ふじのみや まいな）
声 : 島涼香
16歳。11月7日生まれ。身長163cm。血液型O型。2年A組陸上部員。
和真のクラスの委員長。何事につけ1番でなければ気がすまない性格で、クラスの人気者であるなつきを快く思っていない。地元の名士の娘で、家の名に負けない為に様々な習い事を受けてきた。
影森 千春（かげもり ちはる）
声 : 静木亜美
17歳。1月15日生まれ。身長167cm。血液型O型。3年D組。
おっとりしたお姉さん的存在として男女問わず慕われているが、ボーっとしていて危なっかしい一面もある。実家は神社であり、巫女として神職を継ぐつもりだったが、家族の反対に遭って進路に迷っている。
高柳 伽夜（たかやなぎ かや）
声 : 磯村知美
15歳。2月22日生まれ。身長148cm。血液型AB型。1年B組。
空想癖があり、いつも持ち歩いている黒猫のぬいぐるみ「ルーシー」によく話しかけている。耳あてやフリルのついた改造制服を着用しているが、両親が学園の有力なスポンサーであるため彼女の奇行をとがめるものはいない。
篠原 あずさ（しのはら あずさ）
声 : 浅野るり
17歳。5月15日生まれ。身長155cm。血液型A型。2年D組。
控えめでおとなしく、争い事を恐れる性格。周囲から使いっ走りをさせられても、それがみんなのためであるなら良いと考えている。母との死別と父の再婚を経験したため、父親に不信感を抱いている。
柚（ゆず）
声 : 神田朱未
4月1日生まれ。身長155cm。血液型O型。
異空間となった学校からの脱出法を和真に教える謎の少女。明るくにぎやかで、和真のことは昔から知っているらしい。夜中にしか姿を現さず、他の少女の前にも姿を見せようとしない。
アベル
少女たちを閉じ込めた張本人である、本作の黒幕。なぜか和真と瓜二つの顔をしている。

## スタッフ
- 企画・プロデュース : 樋口誠
- 製作プロデュース : 中嶋裕之
- ゲームディレクター : 藤澤経清
- 脚本 : 藤澤経清、竹内康二、伽東トヲル、柄乃ヒナキ
- キャラクターデザイン : 佐倉たくと(君嶋なつき、藤之宮舞奈、高柳伽夜、篠原あずさ、柚)、カズキヨネ(大槻和真、影森千春、アベル)[1]
- 音楽 : 金子憲次
- オープニングテーマ : きっと いつか…遥かな場所で
  - 作詞 : 土屋璃音、作・編曲 : 高橋ひろ / 歌 : TOMO

## 関連商品
- 書籍
  - 蒼のままで…… 公式設定&攻略ガイド（NTT出版）ISBN 4-7571-8163-9
- CD
  - 蒼のままで…… / 天空断罪スケルターヘブン サウンドトラック（ソニー・ビュージックディストリビューション）